# 通江県
通江県（つうこう-けん）は中華人民共和国四川省巴中市に位置する県。

## 地理
通江県は米倉山南麓に位置し、中低山間地域に属する。 当地の地形はおおよそ「三峡二谷」の様相を呈する。 また中山山脈北部にはカルスト地形が顕著である。
主な河川は通江川と月滩川である。

## 历史
天宝元年に壁州を始寧郡に変えて、諾水県を通江県、太平県を東巴県に変えた。 
乾元元年に始寧郡は壁州に復し、五代前蜀を五代後蜀に変えた。
宋乾徳四年に東巴県が通江県に併入し、五年に広納県も通江県に併入しました。
熙寧5年に壁州が廃止され、符陽、白石2県が通江県に入り、利州路の巴州に属した。
宋に通江県は上通江と下通江の2県に分けられで、いずれも利州路の巴州に属している。 
元に通江県に復置され、巴州に属し、明代に続いた。 
清は保寧府に属しました。
清道光二年（1822年）、通江県安仁里竹峪関、黄鐘堡などが太平県に編入された。
民国前期、嘉陵道に属した。 
民国24年、春に通江県を再設置し、四川省第15行政監督区に属した。 
1954年、四川省通江県碑壩区は陝西省南鄭県に編入された。 
1968年、達県地区に属した。
1993年10月、通江、南江、巴中、平昌の4県は達県地区から分離し、巴中地区を設立し、巴中地区に属した。 
2000年12月、巴中地区を巴中市に変更し、現在は巴中市に属している。

## 行政区画
- 街道:壁州街道
- 鎮:諾江鎮、民勝鎮、火炬鎮、広納鎮、鉄仏鎮、麻石鎮、至誠鎮、洪口鎮、沙渓鎮、瓦室鎮、永安鎮、鉄渓鎮、涪陽鎮、諾水河鎮、毛浴鎮、泥渓鎮、両河口鎮、板橋口鎮、新場鎮、楊柏鎮、三渓鎮、春在鎮、竜鳳場鎮、空山鎮、唱歌鎮、陳河鎮、青峪鎮、興隆鎮、煙渓鎮、長坪鎮
- 郷:松渓郷、勝利郷

## 健康・医療・衛生
- 通江県人民医院